# Phokis

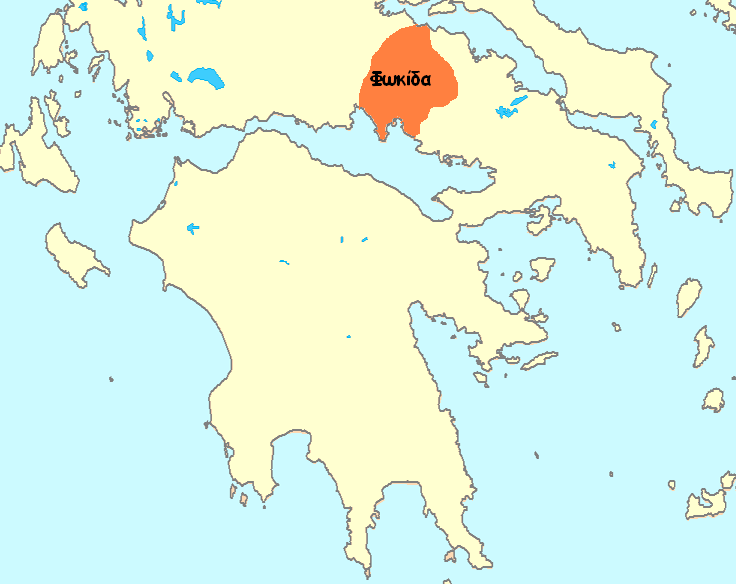
Lage von Phokis in Griechenland

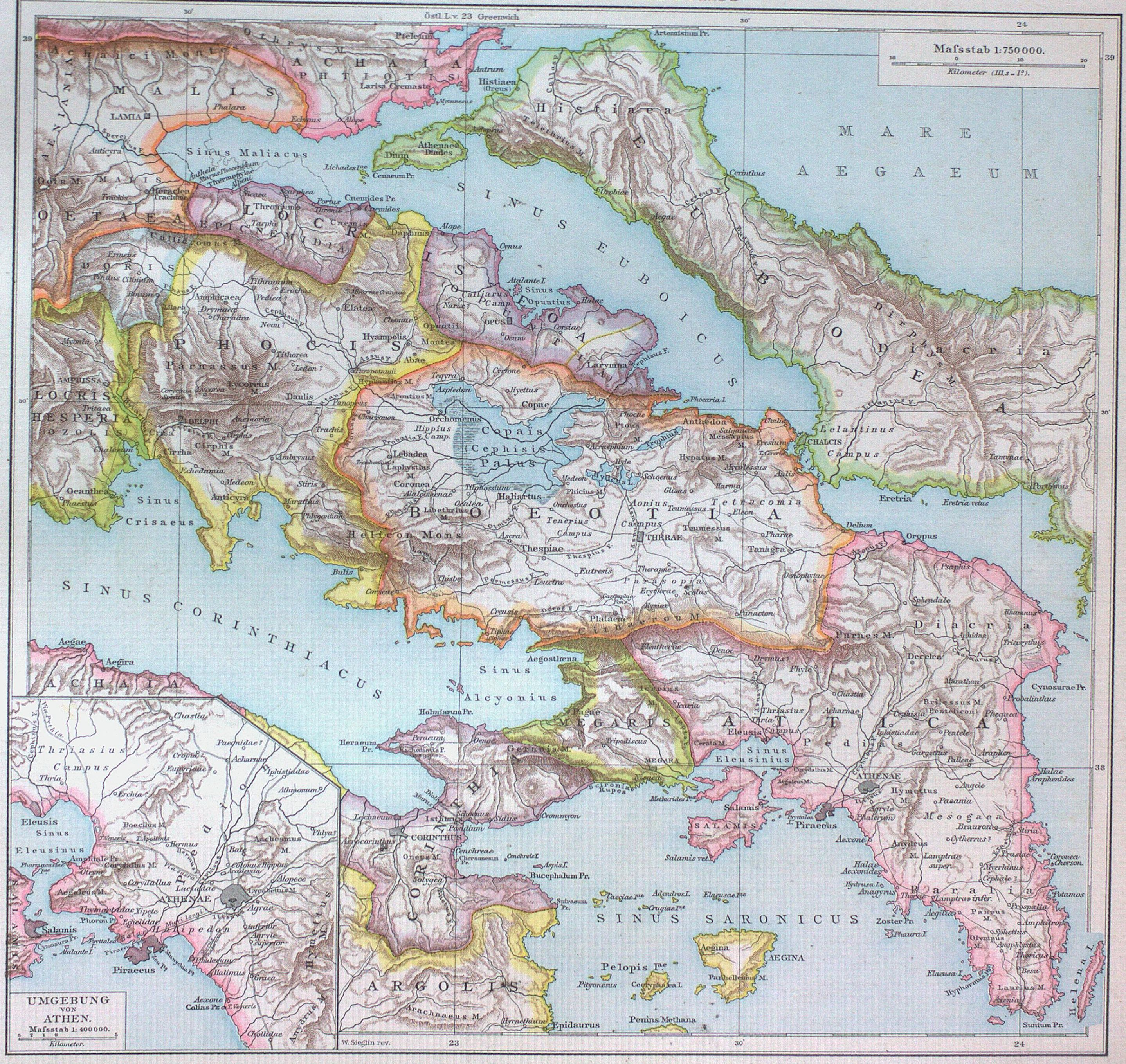
Phokis in der Antike

Phokis (altgriechisch Φωκίς) ist eine historische Gebirgslandschaft in Mittelgriechenland. Sie hatte eine Fläche von ca. 1615 km². Da Phokis nicht reich an natürlichen Ressourcen war, rührte seine Bedeutung in der Antike vorwiegend von religiösen Faktoren her: dem Orakel von Delphi und dem Orakelheiligtum des Apollon in Abai.
Die im späten 7. Jahrhundert v. Chr. mächtige phokische Stadt Krissa, die Delphi beherrschte, wurde um 590 v. Chr. im Ersten Heiligen Krieg von durch Thessalien, Athen und Sikyon entsandten Truppen zerstört. Im 6. Jahrhundert v. Chr. von Thessalien annektiert, konnte sich Phokis am Ende des Jahrhunderts wieder unabhängig machen. Beim Einfall der Perser unter Xerxes gehörten die Phoker 480 v. Chr. zu den griechischen Staaten, die sich den Invasoren widersetzten, mussten dann aber auf persische Seite übertreten. Im Peloponnesischen Krieg hielten die Phoker formell zu Sparta. 371 v. Chr. hatten sie sich den Thebanern nach deren Sieg bei Leuktra anzuschließen. Während des Dritten Heiligen Kriegs (356–346 v. Chr.) erkämpften sich die Phoker ihre größte Machtstellung in Mittelgriechenland, mussten sich aber schließlich unter großen Opfern geschlagen geben. Wie der Großteil Griechenlands geriet Phokis 338 v. Chr. nach der Schlacht bei Chaironeia unter die Hegemonie Philipps II. von Makedonien. Während der Diadochenkämpfe wechselte es mehrfach den Herrn, schloss sich 225 v. Chr. wieder Makedonien an und wurde dadurch von den Makedonisch-Römischen Kriegen betroffen. 146 v. Chr. fiel es wie das übrige Griechenland endgültig unter römische Herrschaft. Seit dem 4. Jahrhundert n. Chr. Teil des Byzantinischen Reichs, wurde Phokis vom 4. bis 6. Jahrhundert von verheerenden Zügen der Goten und Slawen heimgesucht. Im 15. Jahrhundert fiel es ans Osmanische Reich, in den 1820er Jahren wurde es Teil des nunmehr unabhängigen Griechenland.

## Geographie
Phokis befindet sich in der Mitte des südlichen Festlands von Griechenland und wird im Süden vom Ostteil des Golf von Korinth begrenzt. Im Westen grenzte die Landschaft an Lokris und Doris, im Norden an Ostlokris und im Osten an Boiotien. Im Nordosten gegen Ostlokris durchbrachen die Phoker schon in früher Zeit die natürliche Grenze und annektierten ein ungefähr 10 km breites Gebiet mit der Hafenstadt Daphnus. So gewannen sie einen Zugang zur Ägäis. Zu den bedeutenderen phokischen Städten gehörten neben Delphi u. a. Elateia, Abai, Hyampolis, Daulis sowie in früher Zeit auch Krissa.
Der hohe Gebirgszug des Parnass (Parnassos; Höhe 2455 m über N.N.) dominiert das mittlere Westphokis. Südlich schließt sich das Bergland Kirphis (bis etwa 1500 m hoch) an. Seine Ausläufer gehen im Südosten in den Helikon über, im Süden reichen sie steil abfallend bis zur Küste. Diese wird durch eine weit vorspringende Halbinsel in den westlich davon gelegenen Krisaiischen Meerbusen mit der delphischen Hafenstadt Kirrha und die östlich der Halbinsel gelegene Bucht von Salona mit der Hafenstadt Antikyra gegliedert. Der Nordteil von Phokis wird von der mittleren Ebene des Kephissos geprägt, die im Norden an den Kallidromos grenzt. Der Süden und Osten des Landes sind ohne Waldbewuchs und vorwiegend steinig und felsig im Charakter. Das Tal, welches vom Golf von Korinth und der Kleinstadt Itea nach Norden nach Amfissa zieht, ist dagegen durchgängig landwirtschaftlich genutzt. Grün- und Waldflächen finden sich in Phokis’ Westen, Norden und im zentralen Teil.

## Geschichte

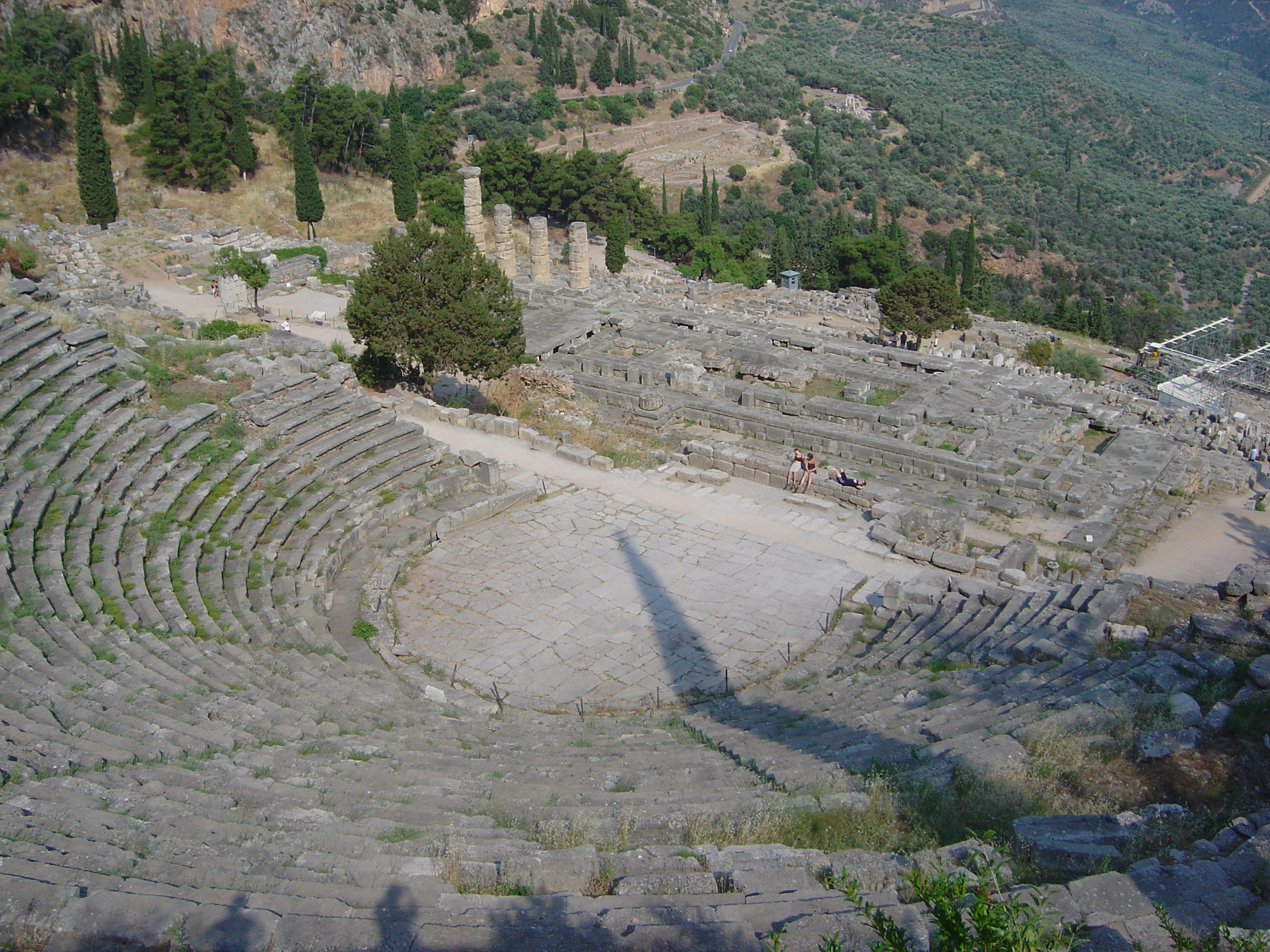
Theater von Delphi

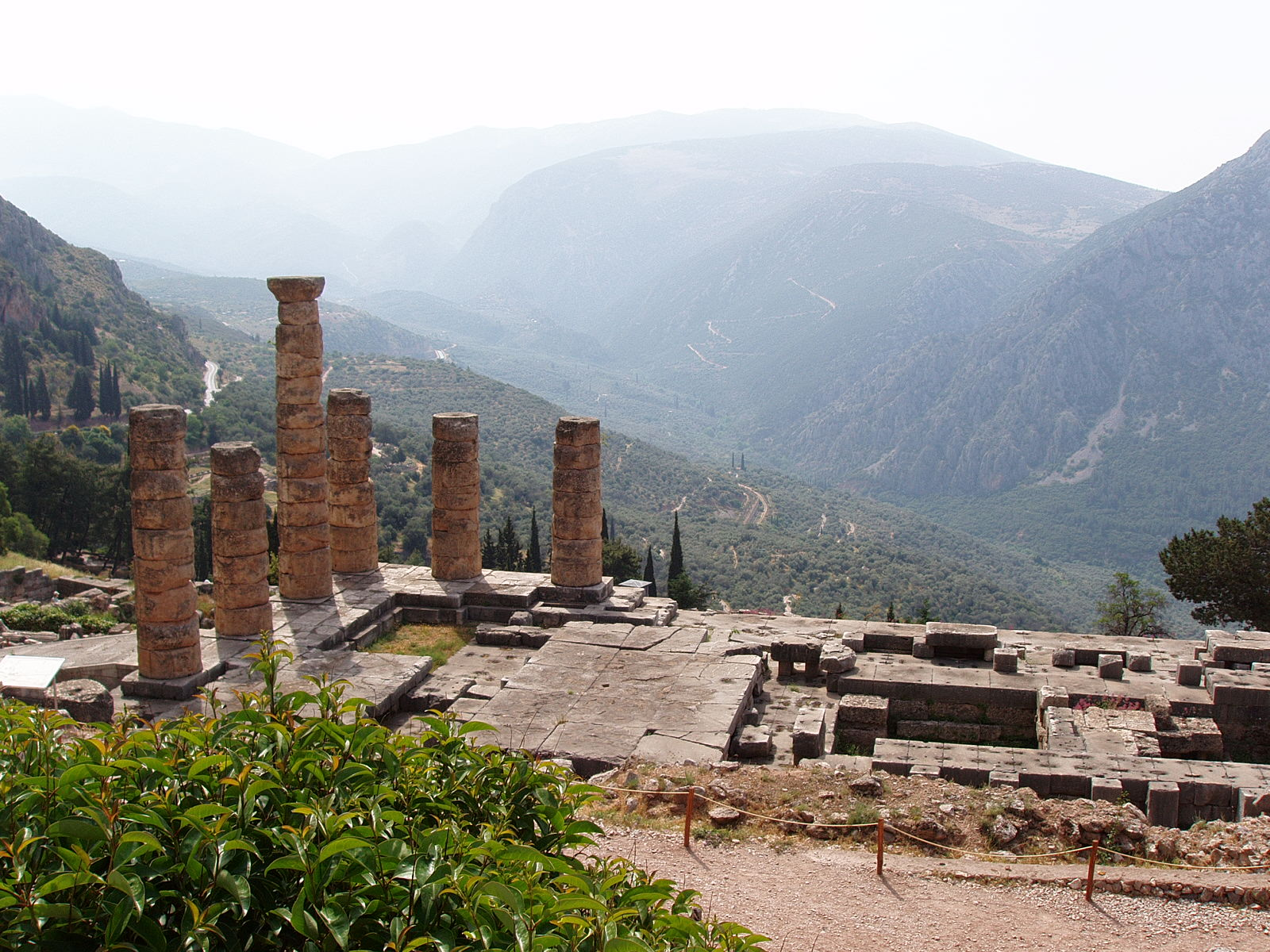
Apollo-Tempel in Delphi

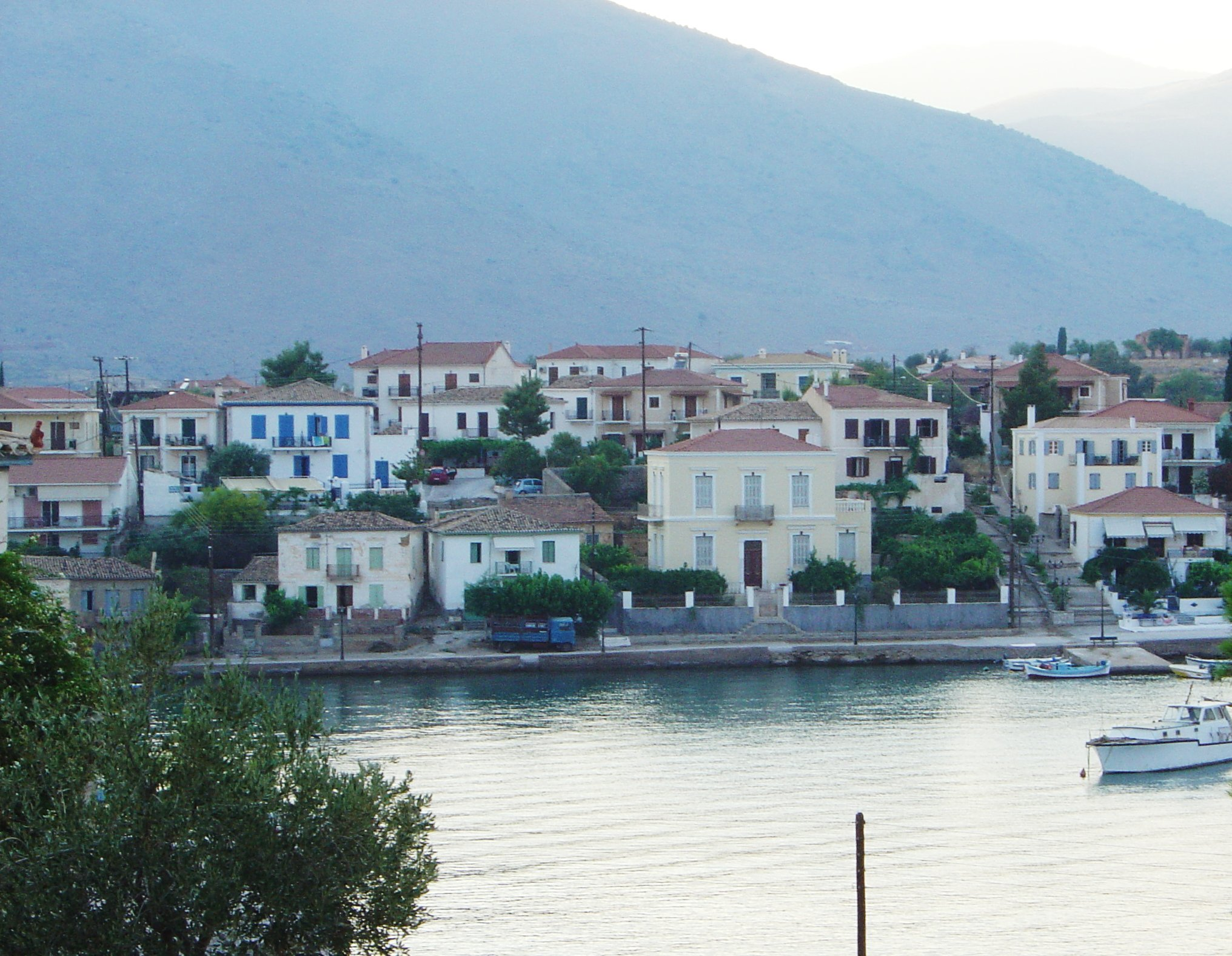
Hafen von Galaxidi

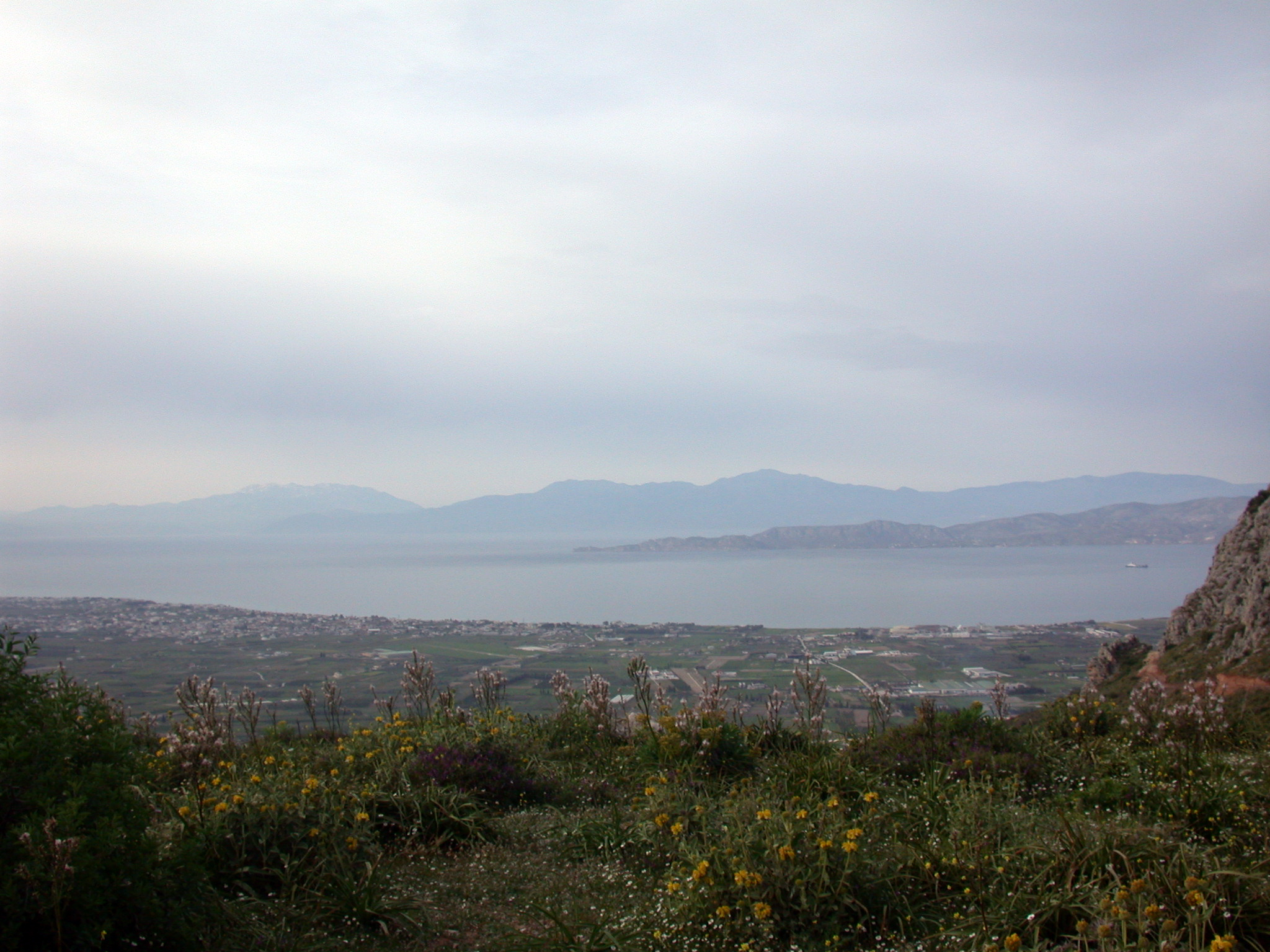
Das Parnassos-Gebirge (rechts) und das Giona-Gebirge (links) von der Peloponnes aus gesehen

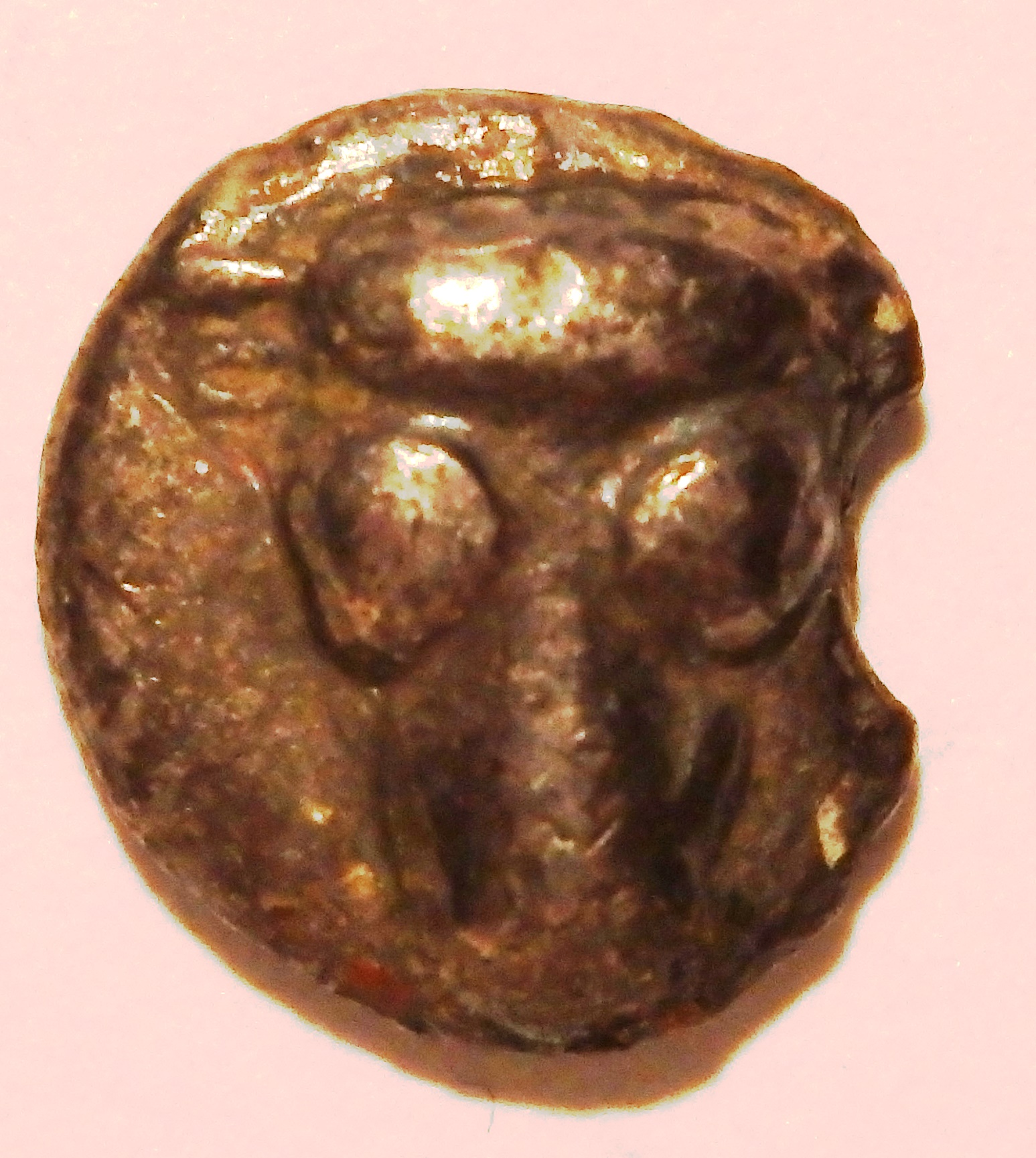
Diobol aus Phokis, Stierkopf, ca. 450 v. Chr. geprägt

### Frühgeschichte
Schon in vorgeschichtlicher Zeit war Phokis besiedelt, wobei enge kulturelle Beziehungen zu Boiotien und Thessalien bestanden. Siedlungen in der Ebene des Kifisos sind bereits im Neolithikum nachgewiesen. Im Frühhelladikum II stieg die Zahl der Siedlungen an; im Mittel- und Späthelladikum waren dann palastartige Orte vorherrschend, die einen relativ geringen ökonomischen Wohlstand aufwiesen. Während der Dunklen Jahrhunderte und der Archaischen Ära lenkten die Siedler ihre Aufmerksamkeit mehr auf die weiter innen gelegenen Teile von Phokis. In den bergigen Regionen lebten sie als Hirten; auch hatten sie hier ihre Rückzugsgebiete. Ab dem 8. Jahrhundert v. Chr. kam es zu einer verstärkten Herausbildung von Städten, die sich in den Ebenen und am Fuß der östlichen Gebirge konzentrierten. Homer, laut dem sich die Bewohner von Phokis (Phoker) mit einem von Schedios angeführten Kontingent am Trojanischen Krieg beteiligt haben sollen, zählt im Schiffskatalog der Ilias (2, 517–523) neun ihrer Städte auf: Kyparissos, Pytho, Krisa, Daulis, Panopeus, Anemoreia, Hyampolis, Parapotamioi und Lilaia. Sowohl nach antiker Überlieferung als auch nach dem archäologischen Befund verursachten Einwanderungsschübe kleinerer Gruppen eine Zunahme der Einwohnerzahl von Phokis. Es finden sich zahlreiche vorgriechische Ortsnamen. Der Dialekt der Phoker gehörte in der historischen Ära den nordwestgriechischen an.
In geschichtlicher Zeit betrachteten sich die Phoker als einheitliche Ethnie, die ihren Namen vom Stammvater Phokos (Sohn des Aiakos) oder Phokos (Sohn des Ornytos) ableiteten. Ihre erste Erwähnung als Stamm finden sie bei Homer in dessen Schiffskatalog. Früh gehörten sie als eigenständiges Mitglied der delphischen Amphiktyonie an. Sie wählten gemeinsame Kultplätze, so das Bundesheiligtum der Artemis Elaphebolos, und schlossen sich im 6. Jahrhundert v. Chr. zum Phokischen Bund mit gemeinsamer Münzprägung zusammen. Die Münzen, deren ältesten noch keine Aufschrift tragen, zeigen auf der Vorderseite einen Stierkopf, auf der Rückseite den Vorderteil eines Ebers, bei Silbermünzen das Haupt einer Göttin.
Das erste einigermaßen sicher überlieferte Ereignis der älteren Geschichte von Phokis war der dort zwischen etwa 600 und 590 v. Chr. geführte Erste Heilige Krieg. Die im 7. Jahrhundert v. Chr. aufblühende phokische Stadt Krissa kontrollierte damals die Zugänge zum bedeutenden Heiligtum von Delphi und brachte dieses in ihre Abhängigkeit. Sie verlangte den Pilgerscharen zum Orakel von Delphi hohe Wegzölle ab, was weder Athen noch der Tyrann Kleisthenes von Sikyon, die sich durch Krissa ökonomisch geschädigt sahen, hinnehmen wollten. So verbündeten sie sich mit den Thessalern, welche die Amphiktyonie leiteten, gegen Krissa und erklärten der Stadt den Heiligen Krieg. Die militärischen Auseinandersetzungen endeten mit der Eroberung und Zerstörung Krissas um 590 v. Chr.
Einer späten Nachricht zufolge unternahmen die Phoker um 560 v. Chr., etwa zur Zeit der Gründung von Herakleia Pontike, einen siegreichen Einfall in Boiotien. Um der Bedrohung durch die Thessaler vorzubeugen, bauten die Phoker an den Thermopylen eine Mauer und setzten deren Durchgang unter Wasser. Dennoch gelang es den Thessalern, Phokis unter ihre Kontrolle zu bringen. Sie ernannten in den Städten der unterjochten Landschaft eigene hohe Verwaltungsbeamte und forderten die Stellung von Geiseln. Nachdem sie jedoch um 540 v. Chr. auf einem Zug gegen Boiotien bei Keressos eine Niederlage erlitten hatten, probten die Phoker den Aufstand. Zwar kämpften sie zuerst erfolglos, doch gewann der Feldherr Daiphantos dann bei der im Gebiet von Hyampolis gelegenen Stadt Kleonai eine Schlacht gegen die Thessaler, die von Lokris aus herangezogen waren. Die Phoker richteten daraufhin, um diesem für ihre Unabhängigkeitserlangung so wichtigen Erfolg zu gedenken, in Hyampolis ein eigenes Fest, die Elaphebolia, ein. Noch Jahrhunderte später, zur Zeit des im 2. Jahrhundert n. Chr. lebenden Autors Plutarch, erinnerten sich die Phoker bei diesem Fest an ihren damaligen erfolgreichen Befreiungskampf von der thessalischen Hegemonie.
Um 485 v. Chr. kam es zu einem weiteren phokisch-thessalischen Krieg. Die Phoker zogen sich vor den angreifenden Thessalern auf die Hochflächen des Parnass zurück. Der Seher Tellias aus Elis soll ein Strategem vorgeschlagen haben, das die Phoker rettete. Er habe 600 der tapfersten Phoker und deren Schilde weiß anstreichen und bei Nacht gegen die Infanterie der Thessaler ausrücken lassen. Diese seien durch den seltsamen Anblick bestürzt leicht zu überwältigen gewesen; die Phoker hätten so 4000 Feinde erschlagen können. Die Phoker besiegten auch die thessalische Reiterei in einem erneut bei Hyampolis ausgetragenen Gefecht. Hierbei wird ihnen die Anwendung einer anderen Kriegslist zugeschrieben. Vor dem Kampf sollen sie nämlich große leere Krüge vergraben und leicht mit Erde bedeckt haben; und als die Thessaler dann angriffen, seien ihre Rosse in die Gefäße gestürzt und hätten die Reiter abgeworfen, die nun von den Phokern aus dem Hinterhalt attackiert worden seien. Jedenfalls erlitten die Thessaler eine schwere Niederlage, und die Phoker konnten sich behaupten.

### Rolle während der Perserkriege
Während der persischen Invasion Griechenlands 480 v. Chr. beteiligten sich die Bewohner von Phokis an der Verteidigung Griechenlands. Sie stellten ein Kontingent von 1000 Mann für das Bundesheer. Ihnen fiel die Aufgabe zu, den steilen Bergpfad Anopaia zu decken, der über das Gebirge in den Rücken der die Thermopylen verteidigenden griechischen Armee führte. Diese stand unter dem Oberbefehl des Spartanerkönigs Leonidas. Ephialtes zeigte jedoch einer persischen Abteilung diesen Pfad. Die Perser konnten daher die Phoker überraschen und schossen einen Pfeilhagel auf sie ab, woraufhin die Phoker eilends flohen. So gelang es den persischen Streitkräften, die Truppen des Leonidas zu besiegen und vernichten.
Der antike Historiker Herodot behauptet, dass sich die Phoker wohl nur wegen ihrer Feindschaft zu den Thessalern – die den Perserkönig Xerxes unterstützten – den Hellas verteidigenden Völkern unter den Griechen angeschlossen hätten. Der Biograph Plutarch widerspricht dieser Ansicht aber entschieden. Nach Herodots Bericht ließen die Thessaler den Phokern durch einen Herold ausrichten, dass sie wegen ihres Einflusses auf Xerxes leicht einen Feldzug der Perser gegen Phokis veranlassen könnten, gegen eine Zahlung von 50 Talenten aber davon absehen würden. Die Phoker hätten diese Forderung entrüstet zurückgewiesen; und obwohl es ihnen ebenfalls freistehe, zu den Persern überzugehen, würden sie keine Verräter an Hellas werden.
Auf Anstiften der darüber verärgerten Thessaler zogen die Perser nun durch die Landschaft Doris, die sie auf Fürsprache der Thessaler verschonten, und fielen in Phokis ein. Unterdessen waren die Phoker zum Teil auf den Parnass, die meisten von ihnen aber nach Amphissa geflohen. Die Perser zogen sengend und brennend durch Phokis und verheerten die in der Ebene des Flusses Kephissos gelegenen, von den Einwohnern verlassenen Städte Drymos, Amphikaia, Elateia u. a. Auch Hyampolis sowie Abai und dessen Apollontempel wurden nicht verschont. Hierauf trennte sich das Perserheer in zwei Teile. Der stärkere von ihnen wandte sich nach Attika, der schwächere nach Delphi, um sich der Tempelschätze zu bemächtigen, wobei dieses persische Heereskontingent unterwegs die Städte Panopeus, Daulis und Aiolideis verwüstete. Die Attacke auf Delphi ist aber von Herodot mit legendären Details ausgestaltet worden.
Die Phoker ergriffen nun notgedrungen die Partei des Xerxes. Tausend ihrer schwergerüsteten Soldaten begaben sich unter dem Kommando des Harmokydes nach Theben, um dort zum persischen Feldherrn Mardonios zu stoßen. Dennoch galten die Phoker nach wie vor als perserfeindlich. An der 479 v. Chr. ausgetragenen Schlacht bei Plataiai nahmen zwar die zu Mardonios entsandten Phoker auf Seiten der Perser teil, doch verübten andererseits auf den Parnass geflüchtete phokische Verbände Angriffe auf Xerxes’ Streitkräfte.

### Weitere Geschichte bis zum Ende des Peloponnesischen Kriegs
Nach den Perserkriegen verfeindeten sich die Phoker, die Delphi und dessen Territorium annektiert hatten, mit den Spartanern, da diese die Bemühungen von Delphi zur Behauptung seiner Autonomie unterstützten und phokische Ansprüche auf das Heiligtum nicht anerkannten. Die Haltung Spartas veranlasste die Phoker, ein Bündnis mit Athen anzustreben.
458 v. Chr. wurden die Phoker in Kriegshändel mit den benachbarten Dorern der Tetrapolis (Vierstädtebund) verwickelt und unternahmen einen Feldzug gegen deren Städte Boion, Kytinion und Erineos, von denen sie eine auch eroberten. Nun kamen jedoch die Spartaner 457 v. Chr. unter ihrem Anführer Nikomedes, dem Onkel des noch jugendlichen König Pleistoanax, den Dorern zu Hilfe und nötigten die Dorer zu einem Vertrag, laut dem sie die eroberte Stadt freigeben mussten. Auch Delphi wurde autonom. Athen lag damals mit Sparta im sog. Ersten Peloponnesischen Krieg und blockierte die Rückzugsmöglichkeit der Spartaner über den Golf von Korinth, was Nikomedes mit einem Zug nach Böotien beantwortete. In der Folge stellte er die Hegemonie Thebens über Böotien her und schloss mit der Stadt eine gegen Athen gerichtete Allianz. Gegen eine in Böotien eingerückte athenische Streitmacht blieben die Spartaner in der Schlacht von Tanagra trotz schwerer Verluste siegreich. Nach der Rückkehr der Spartaner in ihre Heimat fielen die Athener unter dem Oberbefehl des Myronides in Böotien ein und besiegten das böotische Heer in der Schlacht von Oinophyta. Phokis schloss sich den Athenern an.
Als Myronides 454 v. Chr. einen erfolglosen Angriff auf Thessalien unternahm, kämpften phokische Kontingente an seiner Seite mit. Aufgrund der Allianz mit Athen konnten die Phoker wieder Delphi in ihren Besitz bringen und Athen wehrte um 450 v. Chr. das Vorhaben der Boioter ab, sich Delphis zu bemächtigen. Der athenisch-spartanische Konflikt schwelte inzwischen weiter. Bei einer im Rahmen des Zweiten Heiligen Kriegs geführten Expedition gelang den Spartanern 449 (oder 448) v. Chr. die Einnahme des Apollontempels und sie übergaben ihn den Delphern. Der Autonomiestatus wurde Delphi wieder verliehen. Bereits 448 v. Chr., nach dem Abzug des spartanisches Heeres, vermochte eine unter Führung des Perikles herbeigeeilte attische Armee Delphi zurückzugewinnen, woraufhin die Athener es erneut dem Territorium der Phoker zuteilten.
447 v. Chr. verlor der zur Niederschlagung eines boiotischen Aufstands entsandte athenische Feldherr Tolmides die Schlacht von Koroneia gegen die Boioter. Die Niederlage Athens bewirkte einen Allianzwechsel der Phoker von Athen zu Sparta. Zu Beginn des Zweiten Peloponnesischen Kriegs (431 bis 404 v. Chr.) standen sie daher auf der Seite Spartas. Die von ihnen gestellten Truppen bestanden vor allem aus Reiterei, die aber nur in untergeordneter Weise am Krieg beteiligt war. Dennoch gab es während des Kriegs in Phokis eine proathenische Partei, die einen Abfall des Landes von Sparta herbeiführen wollte. 426 v. Chr. baute der athenische Stratege Demosthenes bei seinem beabsichtigten Feldzug gegen Boiotien denn auch auf das frühere phokisch-athenische Bündnis. Er erwartete hierbei, nach der Niederringung Ätoliens widerstandslos in Phokis einmarschieren zu vermögen. Als der spartanische Feldherr Eurylochos im Herbst 426 v. Chr. an der Spitze eines peloponnesischen Heeres ausgesandt wurde, um gemeinsam mit den Aitolern Naupaktos zu erobern, versammelte er die vereinigten Streitkräfte in Delphi, um von dort aus weiter vorzurücken. In diesem Zusammenhang wird erstmals die Gegnerschaft zwischen Phokis und Amphissa erwähnt. Zwei Jahre später, 424 v. Chr., plante Demosthenes, im Verbund mit Hippokrates gegen Boiotien zu marschieren und zog auch mehrere Phoker ins Vertrauen, von denen jedoch einer die Spartaner darüber informierte.
Die Phoker traten dann vergeblich gegen die projektierte Autonomieerklärung von Delphi auf und hatten 421 v. Chr. den zwischen den Kriegsgegnern geschlossenen Nikiasfrieden zu akzeptieren, obwohl in diesem die Unabhängigkeit des Heiligtums proklamiert war. Im Sommer 421 v. Chr. führten die Phoker eine siegreiche militärische Auseinandersetzung gegen die westlichen Lokrer, doch sind hierzu keine Einzelheiten überliefert. An der Schlacht von Mantineia sollte 418 v. Chr. auch ein phokisches Kontingent auf Seiten Spartas teilnehmen, kam aber zu spät am Kriegsschauplatz an. Als die Spartaner 413 v. Chr. ein Geschwader aufstellten, steuerten die Phoker und Lokrer 15 Schiffe bei, deren gegen Ende des Peloponnesischen Kriegs erfolgter Einsatz in der für Athen mit einer entscheidenden Niederlage endenden Schlacht bei Aigospotamoi (405 v. Chr.) belegt ist. Im folgenden Jahr 404 v. Chr. fanden Unterhandlungen über das künftige Los Athens statt; und die Phoker legten hierbei Fürsprache für die Kriegsverlierer ein.

### Korinthischer Krieg; erzwungener Anschluss an Theben
Anfang 395 v. Chr. begann der Korinthische Krieg aufgrund eines Grenzkonflikts zwischen Phokis und Westlokris. Diese Kontroverse veranlasste die Phoker zum Einfall ins Territorium der Lokrer. Letztere ersuchten die mit ihnen alliierten Thebaner um Hilfe; die Phoker hingegen erbaten Unterstützung durch Sparta. Ein Vorstoß der Thebaner nach Phokis zeitigte keinen Erfolg. Der spartanische Feldherr Lysander begab sich daraufhin nach Phokis und zog die Streitkräfte der Phoker und anderer nordwestgriechischer Verbündeter zusammen, um mit ihnen in Boiotien einzudringen. König Pausanias sammelte derweilen peloponnesische Truppen, mit denen er zu Lysander stoßen sollte. Lysander wartete aber die Ankunft des Pausanias nicht ab, sondern griff Haliartos an und verlor in der sich vor den Mauern der Stadt entspinnenden Schlacht sein Leben. Hierbei mussten auch die Phoker hohe Verluste beklagen. Sie kehrten daraufhin in ihre Heimat zurück. Wenig später mussten durch spartanische Einheiten unterstützte phokische Truppen bei Naryka eine Niederlage gegen eine vom Thebaner Ismenias angeführte, 6000 Mann starke Armee einstecken.
Athener, Thebaner, Korinther und Argiver, die eine Kriegskoalition gegen Sparta gebildet hatten, verloren 394 v. Chr. auf dem Peloponnes die Schlacht von Nemea gegen ein spartanisches Heer. Inzwischen hatte der in Kleinasien gegen Persien kämpfende König Agesilaos von Sparta die Anweisung zur Rückkehr nach Hellas erhalten. Unter anderem machte er auch in Phokis Station und erhielt hier militärische Verstärkung. Dann drang er in Boiotien ein und gewann im August 394 v. Chr. die Schlacht bei Koroneia. Während der in dieser Schlacht verletzte Agesilaos sich in Delphi erholte, oblag seinem Stellvertreter Gylis die Rückführung der Armee nach Phokis. Von dort aus marschierte Gylis in Lokris ein, fiel aber bei einem Gefecht mit vielen seiner Leute. Der Korinthische Krieg endete schließlich 387/386 v. Chr. mit dem Abschluss des Königsfriedens.
Die Phoker blieben ihrer Allianz mit Sparta weiterhin treu. Ihr militärisches Aufgebot machte gemeinsam mit jenem der Lokrer ein Zehntel des spartanischen Bundesheeres aus. Nachdem es Theben 379 v. Chr. gelungen war, die spartanische Oberherrschaft abzuschütteln, gerieten die Phoker trotz ihres Bündnisses mit Sparta und dessen Hilfestellung in die Defensive gegenüber der zunehmenden Macht Thebens. Zusätzlich zum Einfall, den die Thebaner 372 v. Chr. unter ihrem Feldherrn und Staatsmann Pelopidas nach Phokis unternahmen, sahen sich die Phoker auch in einen Krieg mit Iason von Pherai verwickelt. Auf ihr Ersuchen kam ihnen der spartanische König Kleombrotos I. zu Hilfe und zwang die Thebaner, Phokis zu räumen. Nach dem 371 v. Chr. erfolgten Friedensschluss marschierte Kleombrotos aus dem südlichen Phokis, wo er in Ambryssos eine thebanische Streitmacht unter Chaireas überrumpelte, entlang der Küstenstraße nach Boiotien ein und stieß dort über Kreusis und Thisbe nach Leuktra vor. Auch Peltasten der Phoker beteiligten sich auf spartanischer Seite an der folgenden Schlacht bei Leuktra, ohne sich sonderlich auszuzeichnen. Die Thebaner errangen einen entscheidenden Sieg und brachen die Vorherrschaft Spartas. Iason von Pherai war zu spät zur Unterstützung der Thebaner bei Leuktra eingetroffen. Auf dem Rückweg nach Thessalien zerstörte er in Phokis die Vorwerke von Hyampolis, ließ aber den restlichen Teil von Phokis in Ruhe. 370 v. Chr. wurde er ermordet.
Im weiteren Verlauf mussten sich die Phoker der Hegemonie Thebens unterordnen. Truppen aus Phokis nahmen an den militärischen Expeditionen der Thebaner unter Epaminondas auf die Peloponnes teil. Einige Jahre später bemühten sich die Phoker, wieder ihre Unabhängigkeit von Theben zu erlangen. Als es 363 v. Chr. in Delphi zu Tumulten kam, erreichte die eine Partei, von Theben unterstützt, die Verbannung der mit Phokis verbündeten Anführer der Gegenpartei. An der entscheidenden Schlacht von Mantineia 362 v. Chr. beteiligten sich die Phoker daher nicht, sondern lehnten Militärhilfe für Epaminondas ab. Als Folge der unentschiedenen Schlacht verlor Theben seine Hegemonie über Griechenland.

### Vom Dritten Heiligen Krieg bis zur Eroberung Griechenlands durch Philipp II. von Makedonien
Die Thebaner warfen den Phokern 356 v. Chr. die widerrechtliche landwirtschaftliche Nutzung eines Teils des sakralen Gebietes der im Ersten Heiligen Krieg zerstörten Stadt Krissa vor. Auch war es zu Grenzstreitigkeiten zwischen Boiotien und Phokis gekommen. Auf Drängen der Thebaner beschäftigte sich die amphiktyonische Liga mit den Vorwürfen gegen die Phoker und verurteilte diese zur Zahlung einer hohen Geldbuße. Wegen der daraufhin erfolgten Besetzung Delphis durch die Phoker beschlossen die Amphiktyonen, den Dritten Heiligen Krieg gegen die Phoker zu führen.
Die Phoker, die mit Athen und Sparta im Bunde standen, warben aus dem von ihnen beraubten delphischen Tempelschatz ein starkes Söldnerheer an und konnten anfangs beachtliche militärische Erfolge erzielen. Nach dem Tod ihres Feldherrn Philomelos unternahm dessen fähiger Nachfolger Onomarchos u. a. eine Offensive gegen Boiotien. Auch Thessalien wurde von einer unter dem Oberbefehl des Onomarchos stehenden phokischen Armee angegriffen. Auf diesem Kampfschauplatz gelang es Onomarchos, dem makedonischen König Philipp II. zwei Niederlagen beizubringen und zum Rückzug zu zwingen. Bei einem erneuten militärischen Zusammenstoß in Thessalien errangen Philipp und thessalische Verbände aber 352 v. Chr. in der Schlacht auf dem Krokusfeld einen bedeutenden Sieg gegen Onomarchos, der fiel. Dennoch konnten sich die Phoker unter den nachfolgenden Strategen Phayllos und Phalaikos in wechselvollen Kämpfen sechs weitere Jahre lang unabhängig halten. Nach Erschöpfung der finanziellen Reserven vermochte Phalaikos 346 v. Chr. dem bei den Thermopylen erschienenen Truppen Philipps II. nichts mehr entgegenzusetzen, schloss mit ihm einen Vertrag und zog mit seinen Söldnern nach der Peloponnes ab; und die Phoker unterstellten sich der makedonischen Herrschaft. Die Amphiktyonen beschlossen zur Strafe u. a., dass die Phoker den geraubten Tempelschatz von Delphi in der Höhe von 10.000 Talenten zurückzuerstatten hatten, dass abgesehen von Abai alle phokischen Städte zerstört werden sollten und dass deren Bevölkerung in kleine Dörfer umzuziehen hatte. Der Platz der Phoker in der Amphiktyonischen Liga ging verloren, die Makedonen wurden anstelle der Phoker in diese aufgenommen. Makedonische und thebanische Besatzungstruppen blieben eine Weile in Phokis stationiert.
Die von den Amphiktyonen auferlegten Bedingungen wurden bald abgemildert. So erfolgte rasch ein Wiederaufbau vieler Städte, u. a. jener von Elateia bereits 344/343 v. Chr., weil sich damals in Athen die Nachricht verbreitete, dass der Makedonenkönig diese phokische Stadt befestigen wolle. Doch wurden manche Städte wie Ledon und Parapotamioi nicht mehr neu errichtet und waren seither verlassen. Es fand eine Neugründung des Phokischen Bundes in veränderter Form statt; diesem standen nun vier Archonten vor. Eine erhaltene Inschrift führt bereits 342/341 v. Chr. einen dieser Archonten an.
Kurz darauf bemühte sich Philipp II von Makedonien, Theben mit Athen zu verfeinden, um gegen Athen militärisch vorgehen zu können. Die Athener erreichten 339 v. Chr., dass die Amphiktyonenversammlung den Vierten Heiligen Krieg gegen Amphissa (Amfissa) beschloss, da dessen Einwohner in gottloser Weise das sakrale Gebiet der ehemaligen Stadt Krissa widerrechtlich genutzt hätten. In der Folge wurde aber Philipp II. mit der Führung dieses Kriegs beauftragt. Der Makedonenkönig vermochte rasch nach Mittelgriechenland vorzustoßen, besetzte Kytinion und das im Norden von Phokis gelegene Elateia und befestigte diese Stadt sofort. Nach diesem überraschenden und bedrohlichen Vordringen Philipps verbündeten sich die ehemaligen Gegner Athen und Theben gegen Makedonien und rückten gemeinsam im Süden von Phokis ein, wo sie vor allem Ambryssos befestigten. Damit kontrollierte Philipp den einen und seine griechischen Gegenspieler den anderen Teil von Phokis. Die Entscheidung in diesem Kampf um die Hegemonie in Griechenland fiel 338 v. Chr. in der Schlacht von Chaironeia. Phokische Kontingente kämpften in diesem bedeutenden Gefecht mit. Philipp II. errang auf dem Schlachtfeld den Sieg, so dass Phokis wie der größte Teil Griechenlands de facto unter die Oberherrschaft des Königreichs Makedonien kam.

### Hellenistische Ära
Nun wurde Phokis Mitglied des Korinthischen Bundes. Es musste nur noch 10 Talente jährlich an Delphi zahlen. Im August 335 v. Chr. probte Theben den Aufstand gegen Alexander den Großen. Während dieses in die Schlacht von Theben mündenden Konflikts unterstützte Phokis den Makedonenkönig und nutzte die Möglichkeit, sich an seinem alten Widersacher zu rächen. Als Alexander nach seinem Sieg eine Bundesversammlung einberief, die über das weitere Schicksal Thebens entscheiden sollte, erhoben auch die in diesem Gremium vertretenen Phoker Klagen und trugen den Beschluss mit, die Stadt zu zerstören. Am Asienfeldzug Alexanders beteiligte sich auch ein Kavalleriekontingent der Phoker; dessen Einsatz während der Schlacht von Gaugamela (331 v. Chr.) ist belegt.
Nach dem Tod Alexanders des Großen (Juni 323 v. Chr.) beteiligten sich die Phoker am Lamischen Krieg, durch den ein Bündnis griechischer Stadtstaaten sich von der makedonischen Hegemonie zu befreien suchte. So schlossen sich die Phoker dem Feldherrn Leosthenes an und traten der Allianz mit Athen Ende Oktober 323 v. Chr. bei. Ihre Kontingente nahmen an der Belagerung von Lamia teil, ebenso noch im August 322 v. Chr. an der Schlacht von Krannon gegen den von Krateros unterstützen makedonischen Statthalter Antipater. Die Erhebung der Griechen blieb letztlich erfolglos.
Während der anschließenden Diadochenkriege unterstand Phokis nacheinander verschiedenen Herren. Als Antipater 319 v. Chr. starb, wurde Polyperchon Machthaber in Griechenland. Um seinem Gegner Kassander die Machtbasis zu entziehen, unterstützte Polyperchon demokratische Bewegungen in den griechischen Städten, in denen Antipater oligarchische Regime etabliert hatte. Kassander unterwarf aber 317/316 v. Chr. Makedonien und Griechenland und installierte in den Poleis Garnisonen. Ptolemaios, ein Neffe des Diadochenherrschers Antigonos Monophthalmos, gelang 313 v. Chr. die Eroberung Euböas. In der Folge marschierte er 312 v. Chr. auch nach Phokis, gewann dort viele Städte für sich und verjagte Kassanders Garnisonen. Durch den Diadochenfrieden von 311 v. Chr. sollte den Griechen größere Freiheiten zugestanden werden und Kassander nur Makedonien behalten. Kassander verständigte sich nun mit Polyperchon und wurde wieder Herr über Phokis. Als er 304 v. Chr. Athen angriff, zwang der mit beträchtlichen Streitkräften erschienene Demetrios Poliorketes ihn zum Abbruch dieser Offensive und trieb ihn bis zu den Thermopylen zurück; ganz Mittelgriechenland entglitt Kassanders Herrschaft.
301 v. Chr. unterlagen Antigonos und Demetrios in der Schlacht bei Ipsos der Koalition der Diadochen Seleukos I., Lysimachos und Kassander, woraufhin Phokis seine Unabhängigkeit ausrief. Kassander fiel deshalb in Phokis ein und schritt an die Belagerung von Elateia, doch gelang dem Feldherrn Xanthippos die Verteidigung der Stadt bis zum Eintreffen von Hilfstruppen, die der attische Stratege Olympiodoros zur Befreiung Elateias heranführte. Allerdings dürfte Phokis bald wieder unter die Herrschaft Kassanders gekommen sein, da sein Sohn Philipp, der ihm in der Regierung Makedoniens folgte, 296 v. Chr. in Elateia starb. 293 v. Chr. setzte sich Demetrios als Herrscher Makedoniens durch und unterwarf danach Thessalien und Boiotien. Damals scheint er im Zug dieser Eroberungspolitik auch von einem Teil von Phokis Besitz ergriffen zu haben. Gleichzeitig fiel aber West-Phokis an den bereits um 370 v. Chr. gegründeten Aitolischen Bund. Dieser verbündete sich 291 v. Chr. mit den Boiotern gegen Demetrios und vereitelte im Folgejahr den von Demetrios zwecks Leitung der Pythischen Spiele geplanten Besuch von Delphi. Durch eine neue, aus Lysimachos, Seleukos, Ptolemaios und Pyrrhos bestehende, gegnerische Koalition verlor Demetrios 287 v. Chr. die Herrschaft über Makedonien, woraufhin Lysimachos Phokis durch Subsidien für ein Bündnis gewann.
Damals leitete Xanthippos die politischen Geschäfte von Phokis und wurde zehnmal zum Strategen gewählt. Im Bündnis mit Lysimachos befreite er 285 v. Chr. sein Land von den Streitkräften des späteren makedonischen Königs Antigonos Gonatas. West-Phokis und Delphi standen weiterhin unter der Kontrolle der Aitoler. Nach dem Tod von Lysimachos und Seleukos I. attackierte der spartanische König Areus I. als Feldherr verbündeter griechischer Städte 280 v. Chr. die mit Antigonos alliierten Aitoler unter der Beschuldigung, dass sie das dem delphischen Apollon geweihte Land von Kirrha besetzt hätten. Die Spartaner eroberten einige Dörfer und verwüsteten viele Felder der Aitoler, unterlagen diesen aber anschließend in einem Gefecht bei Anemoreia und mussten den Rückzug antreten.
279 v. Chr. unternahmen die Kelten zunächst einen Einfall in Makedonien, bei dessen Abwehrversuch König Ptolemaios Keraunos ums Leben kam, und zogen dann weiter gegen Mittelgriechenland. Insbesondere der Perieget Pausanias beschreibt den Verlauf dieser Invasion eingehend. Die Phoker verteidigten im Bund mit anderen Griechen den Thermopylen-Pass gegen die von Brennus und Akichorios angeführten Kelten. Das Kontingent, das die Phoker zur Abwehr der Eindringlinge beisteuerten, umfasste 3000 Infanteristen und 500 Reiter, die von Kritobulos und Antiochos befehligt wurden. Brennus umging mit seinen Truppen die Thermopylen und griff Delphi an, wurde aber geschlagen. Die Phoker trugen zur Verteidigung Griechenlands maßgeblich bei und mussten viele Tote beklagen. Vor allem Aleximachos zeichnete sich im Kampf aus; er fiel und seine Landsleute errichten ihm in Delphi eine Statue. In Anerkennung ihres Beitrags durften die Phoker wieder ein Mitglied der Amphiktyonie werden. Ab 277 v. Chr. werden dementsprechend in erhaltenen Inschriften der Amphiktyonie zwei Vertreter von Phokis verzeichnet.
Um diese Zeit wurde Antigonos Gonatas makedonischer König und pflegte anscheinend freundschaftliche Verbindungen mit Phokis. Er hatte den Phoker Ameinias als Feldherrn in seine Dienste genommen, der in seinem Auftrag u. a. den von Pyrrhos bedrängten Spartanern 272 v. Chr. mit einem Söldnerheer zu Hilfe kam. Seit 263/262 v. Chr. stand ganz Phokis oder große Teile des Landes unter der Herrschaft des Aitolischen Bundes. Um 225 v. Chr. oder schon etwas früher fiel Phokis von Aitolien ab und schloss sich dem 224 v. Chr. von Antigonos Doson gegründeten Hellenenbund an, dem u. a. auch die Achaier und Boioter angehörten. Die Aitoler hatten aber weiterhin Delphi und dessen Umgebung unter ihrer Kontrolle und führten Raubzüge ins restliche Phokis durch. Ihr Vorstoß gegen Daulis und Ambrysos blieb indessen erfolglos.
Schließlich suchten die Aitoler auch die Peloponnes heim, woraufhin sich die Achaier entschieden, außer den Makedonen auch weitere Alliierte, so die Phoker, um Unterstützung zu bitten. 220 v. Chr. erklärte die Bundestagung in Korinth den Aitolern den Krieg. Im Zuge dieses militärischen Konflikts kam es im gleichen Jahr zu einem Unternehmen gegen Knossos, für dessen Durchführung Phokis hundert Soldaten zur Verfügung stellte. Offenbar gestalteten sich aber die Beziehungen von Phokis zu König Philipp V. nicht spannungsfrei, und Philipp ließ in einigen phokischen Städten makedonische Besatzungen stationieren. Zum Oberkommandierenden in Phokis ernannte er Alexandros, der 217 v. Chr. mittels einer List den Versuch des aitolischen Strategen Agetas, die Burg der phokischen Stadt Phanoteus durch Verrat zu überrumpeln, vereitelte.

### Rolle während der Römisch-Makedonischen Kriege
Von den Auswirkungen des Ersten Makedonisch-Römischen Kriegs, den die Römische Republik gegen König Philipp V. von Makedonien führte, war auch Phokis betroffen. Der römische Feldherr Marcus Valerius Laevinus segelte 211 v. Chr. mit einem Geschwader nach Antikyra, nahm diese Stadt ein und unterstellte sie der Herrschaft der Aitoler. Aber schon innerhalb von zwei Jahren fiel sie wieder an Phokis. Auf Beschwerden der Bürger von Abai, dass der makedonische Kommandant Herakleidas das heilige Land des Apollon zu Steuerleistungen verpflichtet habe, sagte ihnen Philipp V. Exemtion von solchen Abgaben zu. 208 v. Chr. begab sich Polyphantos auf Befehl des makedonischen Königs mit Hilfstruppen nach Phokis.
Nachdem König Attalos I. von Pergamon und dem römischen Feldherrn Publius Sulpicius Galba Maximus mehr durch Verrat als durch Erstürmung die Einnahme von Oreos auf Euböa gelungen war, konnte der heranziehende Philipp V. den Attalos bei Opus in Lokris beinahe gefangen nehmen, begab sich dann nach Elateia und eroberte die damals den Aitolern gehörigen Städte Drymos und Teithronion. Lilaia erhielt ebenfalls eine makedonische Garnison, die aber von den Einwohnern der Stadt bald vertrieben wurde. Der makedonische König blieb noch eine Weile in Elateia, um mit Abgesandten neutraler Mächte zu verhandeln. Er marschierte dann auf den Peloponnes, da der spartanische Tyrann Machanidas Olympia bedrohte, begab sich aber bald wieder nach Phokis und sammelte in Antikyra eine Schiffsmacht. Als 205 v. Chr. der Friede von Phoinike geschlossen wurde, durch den Philipp V. seine Stellung als Hegemon Griechenlands behielt, blieb Phokis nach Meinung von Friedrich Schober formell selbstständig.
Der Konsul Titus Quinctius Flamininus rückte im Rahmen des Zweiten Makedonischen-Römischen Krieges 198 v. Chr. in Phokis ein, weil er im Raum von Antikyra seine Winterquartiere aufschlagen wollte. Allerdings musste er erst die zuvor nach Phokis entsandten makedonischen Besatzungen vertreiben. Zuerst erstürmte er Panopeus, dann Antikyra, Ambrysos, Hyampolis und das uneinnehmbar wirkende Daulis. Weitere Städte unterwarfen sich daraufhin, ohne Widerstand zu leisten. Jedoch wollte Elateia, in dem eine bedeutende makedonische Streitmacht stationiert war, längere Zeit nicht die Waffen strecken. Der Konsul schritt nach erfolglosen Verhandlungen an die Belagerung der Stadt, die er schließlich eroberte; die Reste der makedonischen Garnison durften abziehen. So kontrollierte er fast ganz Phokis, doch befanden sich weiterhin einzelne makedonische Scharen im Land, die Philipp V. aufgrund des Ende 198 v. Chr. erfolgten Waffenstillstands abzuziehen versprach. Die römischen Heereskontingente überwinterten verstreut in Phokis und Lokris; Flamininus wählte Elateia als Residenz.
Nach der Schlacht von Kynoskephalai im Juni 197 v. Chr., die mit der vernichtenden Niederlage der Makedonen gegen die vom Aitolischen Bund unterstützten Römer geendet hatte, bezog Flamininus im Herbst 197 v. Chr. wieder Winterquartiere in Phokis und wohnte selbst in Elateia. Von hier aus unternahm er eine Strafexpedition gegen die Boioter. Anfang 196 v. Chr. kam eine aus zehn Männern bestehende Senatskommission nach Elateia, um mit Flamininus die die politische Neuordnung des Hellas durchzuführen. Flamininus reiste mit den Kommissaren nach Korinth, in dessen Stadion er im Rahmen der Isthmischen Spiele die Freiheit der griechischen Staaten, u. a. auch Phokis, proklamieren ließ. Trotzdem wurde Phokis nun zum Ätolischen Bund geschlagen. Den Winter 196/195 v. Chr. hielt sich Flamininus erneut in Elateia auf.
Als Rom den Syrischen Krieg gegen den mit den Aitolern verbündeten Seleukidenherrscher Antiochos III. austrug, gehörte Phokis zuerst, weil es Bestandteil von Aitolien war, zu Antiochos’ Alliierten. Anfang 191 v. Chr. brach der Seleukidenkönig von den Winterquartieren in Chalkis auf, marschierte durch Phokis nach Chaironeia, um dort seine Armee zusammenzuziehen, und brachte anschließend dem Apollon in Delphi ein Opfer dar. Im Sommer 191 v. Chr. verlor er die Schlacht bei den Thermopylen gegen den Konsul Manius Acilius Glabrio und entkam nur mit einer geringen Streitmacht über Elateia nach Chalkis. Daraufhin marschierte der Konsul in Phokis ein, verfuhr hier mild und hielt sich in der folgenden kalten Jahreszeit in Elateia auf. Es gelang ihm, auch Delphi aus der aitolischen Hegemonie zu lösen. Infolge des Friedens von 189 v. Chr. erlangte Phokis definitiv seine Unabhängigkeit von den Aitolern. Es kam zur Neugründung des von einem Strategen geleiteten phokischen Bundes. Später wurden die Phoker auch wieder Mitglieder der Amphiktyonie.

### Römische Herrschaft
Aufgrund zahlreicher Kriege und Einquartierungen war Phokis in der ersten Hälfte des 2. Jahrhunderts v. Chr. verarmt und konnte 148 v. Chr. einer Invasion der Thebaner nichts entgegensetzen. Die Phoker baten den römischen Prätor Quintus Caecilius Metellus Macedonicus um Hilfe, der den Thebanern eine Strafzahlung auferlegte. Kurz danach kam es zur Versöhnung zwischen den beiden griechischen Staaten und sie beteiligten sich 146 v. Chr. zusammen am Kampf gegen die drohende Okkupation des Hellas durch die Römer. Allerdings leisteten die Phoker relativ wenig in diesem letzten Unabhängigkeitskampf. Zwar boten sie einer dem achäischen Feldherrn Kritolaos zu Hilfe geeilten Schar Arkader eine Einquartierung in Elateia an; als sie aber von der Niederlage des griechischen Bundesheeres in der Schlacht bei Skarpheia in Lokris erfuhren, forderten sie die arkadischen Krieger auf, Elateia wieder zu räumen. Metellus verfolgte die Arkader bis Chaironeia, behelligte dabei jedoch offenbar die Phoker nicht. Nach der Zerstörung Korinths ging dann aber der Konsul Lucius Mummius gegen die Alliierten der Achaier vor und löste u. a. den phokischen Bund auf.
Wie das übrige Griechenland kam Phokis nun zur römischen Provinz Macedonia. Nach einiger Zeit durfte der phokische Bund wiederaufleben, war jedoch nun politisch einflusslos. Als Sulla 86 v. Chr. gegen Mithridates VI. Krieg führte und gegen dessen Feldherrn Taxiles heranzog, der mit seinen Truppen Boiotien und Phokis durchzogen und bei Elateia feste Stellung genommen hatte, auch diese Stadt selbst belagerte, widersetzten sich ihm die Elateier energisch, so dass er bis zur Ankunft Sullas nichts auszurichten vermochte. Deshalb erhielten auch die Bewohner dieser Stadt von den Römern ihre Freiheit und Atelie. Unter Kaiser Augustus wurde Phokis 27 v. Chr. Bestandteil der römischen Provinz Achaea. Damals wurden auch Bewohner kleiner phokischer Städte nach dem von Augustus gegründeten Nikopolis übersiedelt. Der letzte Nachweis der Existenz des phokischen Bundes datiert in die Herrschaftszeit des römischen Kaisers Trajan.
In der römischen Kaiserzeit ging die Zahl der Siedlungen stetig zurück, die Bevölkerungszahl nahm immer mehr ab. Die Städte waren verarmt; einige vermögende Familien sowie der Kaiser hatten Großgrundbesitz. Wie der Rest Griechenlands war Phokis seit dem 4. Jahrhundert n. Chr. Teil des byzantinischen Reiches. Seit dem 4. Jahrhundert n. Chr. beschleunigten aber auch Barbareneinfälle den Niedergang der Landschaft. So drangen die Goten unter Alarich verheerend in diese Region ein, ebenso in den Jahren 539–540 die Slawen. Im 6. Jahrhundert ist nur Daulis als Bischofssitz bezeugt.

### Mittelalter und Neuzeit
Im Verlauf des späten Mittelalters wurde Phokis ebenso wie Böotien, Lokris, Doris und Thessalien nicht nur durch die herandrängenden Türken mehrmals verheert, sondern auch durch andere Völker vielfach beunruhigt. So erzählt Nikephoros Gregoras, dass die Katelanier hierherkamen und durch eine Kriegslist einen Sieg über das von den Griechen aufgestellte Heer errangen. Laonikos Chalkokondyles berichtet von einer Okkupation der Landschaft durch italische Völkerschaften, die namentlich durch Rainerios von Florenz aus nach Böotien und Phokis gekommen waren. Wie das übrige Griechenland fiel Phokis schließlich in der ersten Hälfte des 15. Jahrhunderts ganz unter die Herrschaft des Osmanischen Reiches und blieb bis zum Ausbruch des griechischen Unabhängigkeitskampfes 1821 unter osmanischer Kontrolle.
Heutzutage bildet das Gebiet eine der 51 griechischen Präfekturen (neugriechisch Fokida).